# Fallschirmspringen

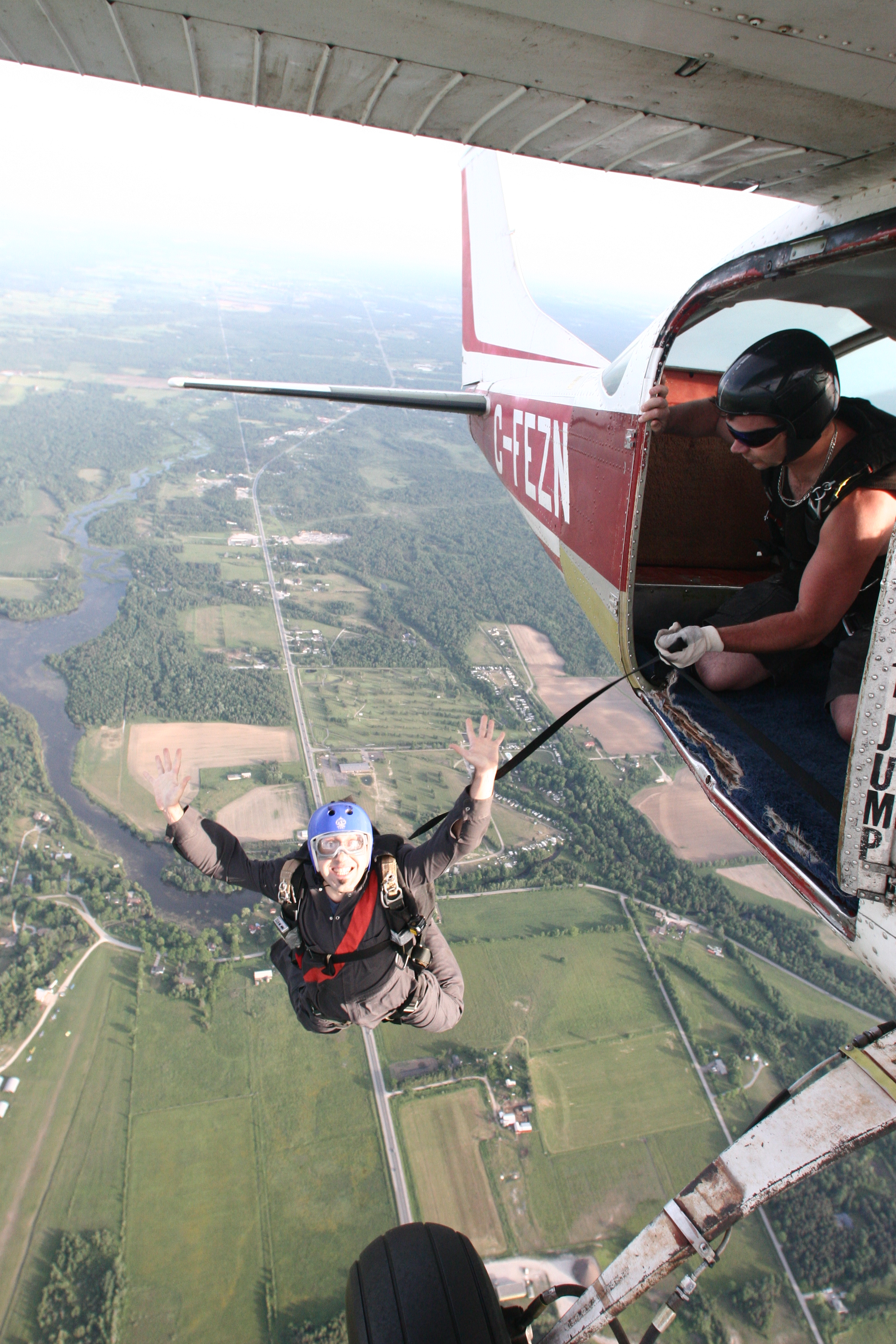
Ein Fallschirmspringer direkt nach dem Absprung mit einer Aufziehleine

Fallschirmspringen bezeichnet die Gesamtheit der Aktionen von Absprung, Fall oder Freifall bis zur Landung einer Person aus einer erhöhten Position unter Benutzung eines Rundkappen-Fallschirms oder Flächenfallschirms. Der Absprung erfolgt dabei meist aus Luftfahrzeugen. Der Fallschirm bremst den Fall dabei zum Zeitpunkt der Landung auf eine verträgliche Sinkgeschwindigkeit ab. Für das sportliche Fallschirmspringen als Luftsportart wird auch der englische Begriff Skydiving benutzt. Zum Teil dient der Fallschirm beim Fallschirmspringen nur noch der verletzungsfreien Landung.
Die Auslösung des Fallschirms kann entweder unmittelbar beim Absprung als automatischer Fallschirmsprung aus niedrigen Höhen mit Rundkappen oder in großen Höhen mit Gleitfallschirmkappen sowie zu einem späteren Zeitpunkt manuell während des Freifallsprungs erfolgen. Die Mindesthöhe für den Öffnungsvorgang liegt bei 400 m. Meist erfolgt die Öffnung bei 800 m bis 700 m Höhe. Gleitfallschirme sinken bei 100 % Vorwärtsfahrt (die mehr als 60 km/h betragen kann) mit etwa 5 m/s (18 km/h), das Auftreffen auf dem Boden (ohne die horizontale Komponente) entspricht damit etwa einem Sprung aus 1,25 m Höhe. Rundkappenfallschirme haben je nach Kappengröße und Springergewicht eine konstante Sinkgeschwindigkeit von 3,5 bis 5 m/s.
Der Fallschirmsprung dient auch der Rettung von Luftfahrzeugbesatzungen in Luftnot, teilweise unter Nutzung eines Schleudersitzes.
Militärisch ist der Fallschirmsprung eine Verbringungsart der Fallschirmjägertruppe und von Spezialkräften, im Heer des Kommandos Spezialkräfte, in anderen Teilstreitkräften von Kampfschwimmern der Marine – entweder im automatischen Sprung oder als Military Freefall (MFF). Smokejumper werden von Feuerwehreinheiten in den USA, Kanada und Russland bei Waldbränden in der Wildnis eingesetzt.

## Geschichte

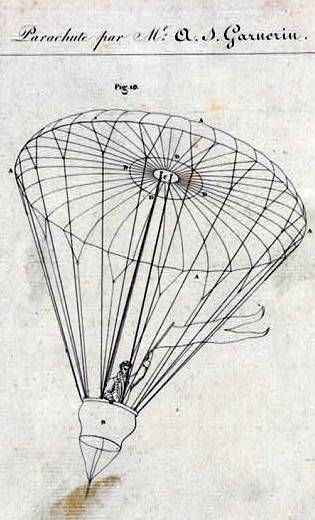
Zeichnung des von Garnerin erfundenen Fallschirms, mit dem seine Frau Jeanne Labrosse im Jahr 1799 absprang

Leonardo da Vinci (1452–1519) fertigte 1483 die Zeichnung eines pyramidenförmigen Fallschirms aus Leinen und Holz an. Ein Test dieses Musters im Jahr 2000 belegte, dass der Fallschirm nicht nur funktioniert, sondern sogar sanfter fliegt als moderne Fallschirme, jedoch durch sein Gewicht von 90 Kilogramm ohne Lenkung beim Aufsetzen problematisch zu handhaben ist.
Einer weitverbreiteten modernen Sage nach soll der aus dem damals zur Republik Venedig gehörenden Šibenik (italienisch Sebenico; heutiges Kroatien) stammende Diplomat und Universalgelehrte Fausto Veranzio (štokav. Faust Vrančić; 1551–1617) der erste Mensch gewesen sein, der einen Fallschirm nicht nur ersann, sondern auch erfolgreich baute und schließlich 1617 mit 65 Jahren, kurz vor seinem Tod, persönlich erprobte. Das hierfür als Beleg angegebene, 1648 in London erschienene Werk Mathematical Magick von John Wilkins befasst sich allerdings weder mit Fallschirmen noch erwähnt es Faust Vrančić, ebenso wenig irgendein Ereignis aus dem Jahr 1617. Es existiert also bis dato kein Nachweis darüber, dass Vrančićs Fallschirm jemals tatsächlich getestet wurde.
Der Franzose Louis-Sébastien Lenormand sprang 1783 in Montpellier mit einem selbstkonstruierten Fallschirm vom Turm des örtlichen Observatoriums und landete unversehrt. Dieses Ereignis gilt daher als offizieller Beginn des modernen Fallschirmspringens sowie der Entwicklungsgeschichte des Fallschirms.
Am 3. Oktober 1785 ließ Jean-Pierre Blanchard in Frankfurt-Bornheim seinen Hund sowie am 23. August 1786 in Hamburg einen Hammel von einem Gasballon aus mit einem Fallschirm herab.
Der Franzose André-Jacques Garnerin (1769–1823) sprang am 22. Oktober 1797 aus einem zirka 400 Meter hoch fliegenden, mit Wasserstoff gefüllten Ballon über Paris ab.
Als eine der ersten Fallschirmspringerinnen gilt die deutsche Luftakrobatin Käthe Paulus (1868–1935). Sie war zugleich auch die erste deutsche Berufsluftschifferin und Erfinderin des zusammenlegbaren Fallschirms.
Manuell auszulösende Fallschirme waren bis zum Ende des Zweiten Weltkriegs nur als Rettungsfallschirme für Piloten üblich. Zivile Fallschirmsprünge waren selten und dienten zumeist reinen Showzwecken, wurden also weniger aus sportlichen Gründen unternommen. In den aufgestellten Fallschirmjägerverbänden wurde für den manuellen Sprung nicht ausgebildet.
Die stabile Freifallhaltung in X-Körperstellung kam erst in den 1950er Jahren auf. Vorher nahm der Freifall-Fallschirmspringer seine Arme unter oder an den Körper und die Beine gestreckt zusammen. Weitergehende Freifallhaltungen entwickelten sich erst danach.
Weitergehende Verbreitung fand das Freifallspringen als Sport in Deutschland und anderen Ländern erst nach 1945. Die Entwicklung der stabilen Freifallhaltung erfolgt in dieser Zeit für stabile manuelle Fallschirmsprünge sowohl in Frankreich als auch in den USA, von wo weitere Entwicklungsschritte für steuerbare Fallschirme ausgingen.
In den 1960er Jahren fanden die ersten Stratosphärensprünge statt.

## Allgemeines

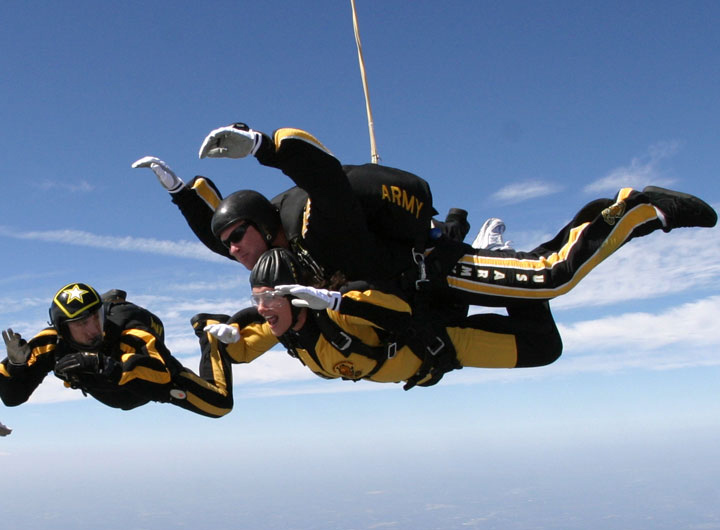
Fall mit einem Tandempassagier (Band oben zum Bremsschirm)

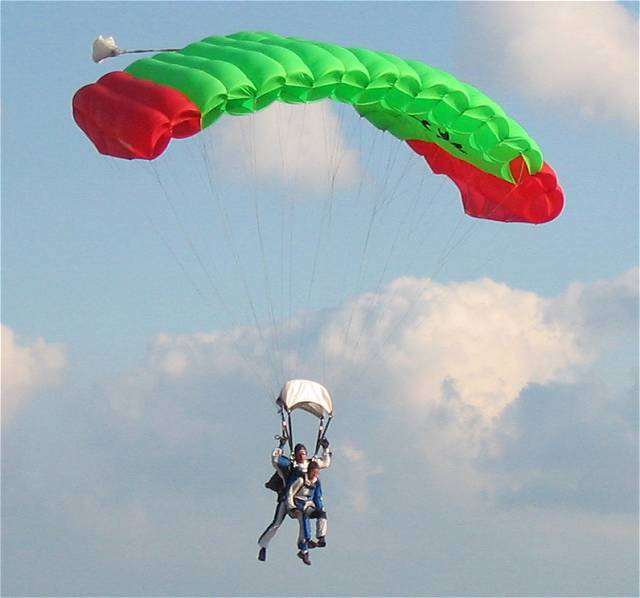
Ein Fallschirmspringer mit Tandempassagier im Landeanflug

Absprünge sind grundsätzlich aus jeglichem Luftfahrzeug heraus und von festem Untergrund als BASE-Sprünge möglich. Für einen sicheren Absprung werden jedoch meistens Schulterdecker eingesetzt, da hier die Gefahr einer Kollision mit dem Luftfahrzeug durch den Springer geringer ist.
In den 1960er- bis Mitte der 1970er-Jahre demonstrierte Herbert Gillmann aus München regelmäßig Tiefsprünge. Er sprang mehrere hundert Mal mit einem automatischen Dreieckfallschirm (Kohnke) aus 50 m Höhe aus Sportflugzeugen – sowohl auf Flugtagen, als auch, um Segelfliegern zu demonstrieren, dass sie ihre Rettungsfallschirme auch in niedrigen Höhen benutzen können. Die Tiefsprünge absolvierte er ohne Reservefallschirm, weil dieser bei einer solch niedrigen Höhe nutzlos gewesen wäre. Nach solch einer Demonstration konnten Segelflieger einen Probesprung im Fallschirm-Sportspringer-Verein Bayern e. V., dessen Vorsitzender er war, (seit 1972 in Fallschirm-Sportclub München e. V. umbenannt) absolvieren, jedoch aus 400 m Höhe.
Ein Fallschirmsprung erfolgt im Allgemeinen aus 1000 bis 4500 m über Grund. Der Steigflug im Flugzeug bis in diese Höhe dauert etwa 5 bis 20 Minuten. Im freien Fall werden bei der klassischen Freifallhaltung in Bauchlage innerhalb der ersten 10 Sekunden 300 Höhenmeter überwunden, bis Körpergewicht und Luftwiderstand so gegeneinander wirken, dass die weitere Fallgeschwindigkeit etwa 180 km/h beträgt. Je nach Körperhaltung sind auch höhere Geschwindigkeiten möglich. Bei Tandemsprüngen wird kurz nach dem Absprung ein kleiner Brems- und Stabilisierungsschirm (Drogue) geöffnet, der die Geschwindigkeit nicht über 200 km/h ansteigen lässt. Bei einem Absprung aus 4000 m ist die Öffnungshöhe in etwa 40 bis 60 Sekunden erreicht.
Der Fallschirm wird in der Regel zwischen 1500 und 700 m über Grund geöffnet. Der Entfaltungsvorgang des Fallschirms dauert zwei bis fünf Sekunden und etwa 200 Höhenmeter, der Schirm hat während des Öffnens eine Bremsbeschleunigung von bis zu etwa 20 m/s². Die anschließende Schirmfahrt dauert etwa drei bis fünf Minuten mit einer Sinkgeschwindigkeit von etwa 5 m/s. Gesteuert wird der Flächenfallschirm durch eine rechte und eine linke Steuerleine, durch welche die Kappe jeweils einseitig abgebremst wird. Durch gleichzeitiges Ziehen an beiden Steuerleinen wird das Profil der Gleitfallschirmkappe verändert, der resultierende dynamische Auftrieb verringert kurzzeitig die Sinkgeschwindigkeit (bis auf null – sogar das Steigen um einige Meter ist möglich) als auch die Vorwärtsfahrt. So kann eine stehende und sanfte Landung erreicht werden.
Bei einer Öffnungsstörung oder einem Totalversagen des Fallschirms kann die Hauptkappe durch ein Trennkissen (bei Rundkappen durch Kappentrennschlösser) abgetrennt und durch das Betätigen einer zweiten Öffnungsvorrichtung der Reserveschirm geöffnet werden. Folgende zusätzliche Sicherheitsvorkehrungen sind möglich und üblich: Die Reserve Static Line (RSL) ist eine Verbindung zwischen der Hauptkappe und der Öffnungsvorrichtung für den Reservefallschirm, die automatisch beim Trennen der Hauptkappe den Reservefallschirm öffnet. Ein Öffnungsautomat misst ständig Höhe und Fallgeschwindigkeit des Springers und öffnet automatisch die Reserve, wenn unterhalb einer definierten Höhe eine definierte Sinkgeschwindigkeit überschritten wird.
BASE- und Ballonfallschirmsprüngen ist gemeinsam, dass der Springer keine Luftanströmung durch die Eigengeschwindigkeit des Absprungobjekts hat – ein Heißluftballon driftet nur langsam mit dem Wind dahin. Bei beiden ist eine Mindestfreifallstrecke zum Aufbauen der Fallgeschwindigkeit für die Öffnung und eine Mindestöffnungshöhe von 200 m Höhe über Grund erforderlich. Die Aktivierung des Reserveschirmes ist beim BASE-Sprung durch die mögliche Höhe des Objekts auch bei einer Öffnungsstörung meist nicht vorgesehen, da dazu der Hauptschirm abgetrennt werden muss.

## Ausbildung und Lizenz

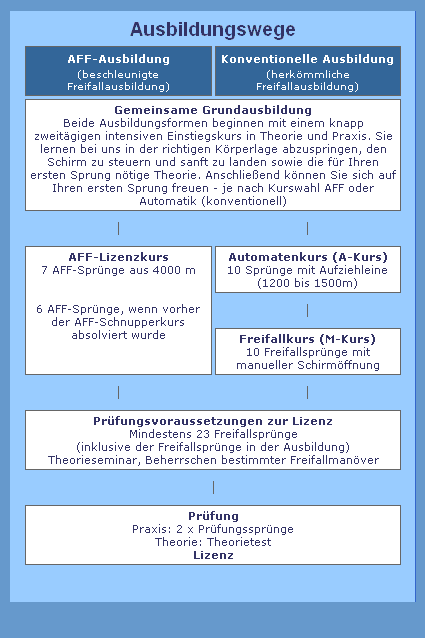
Ausbildungswege

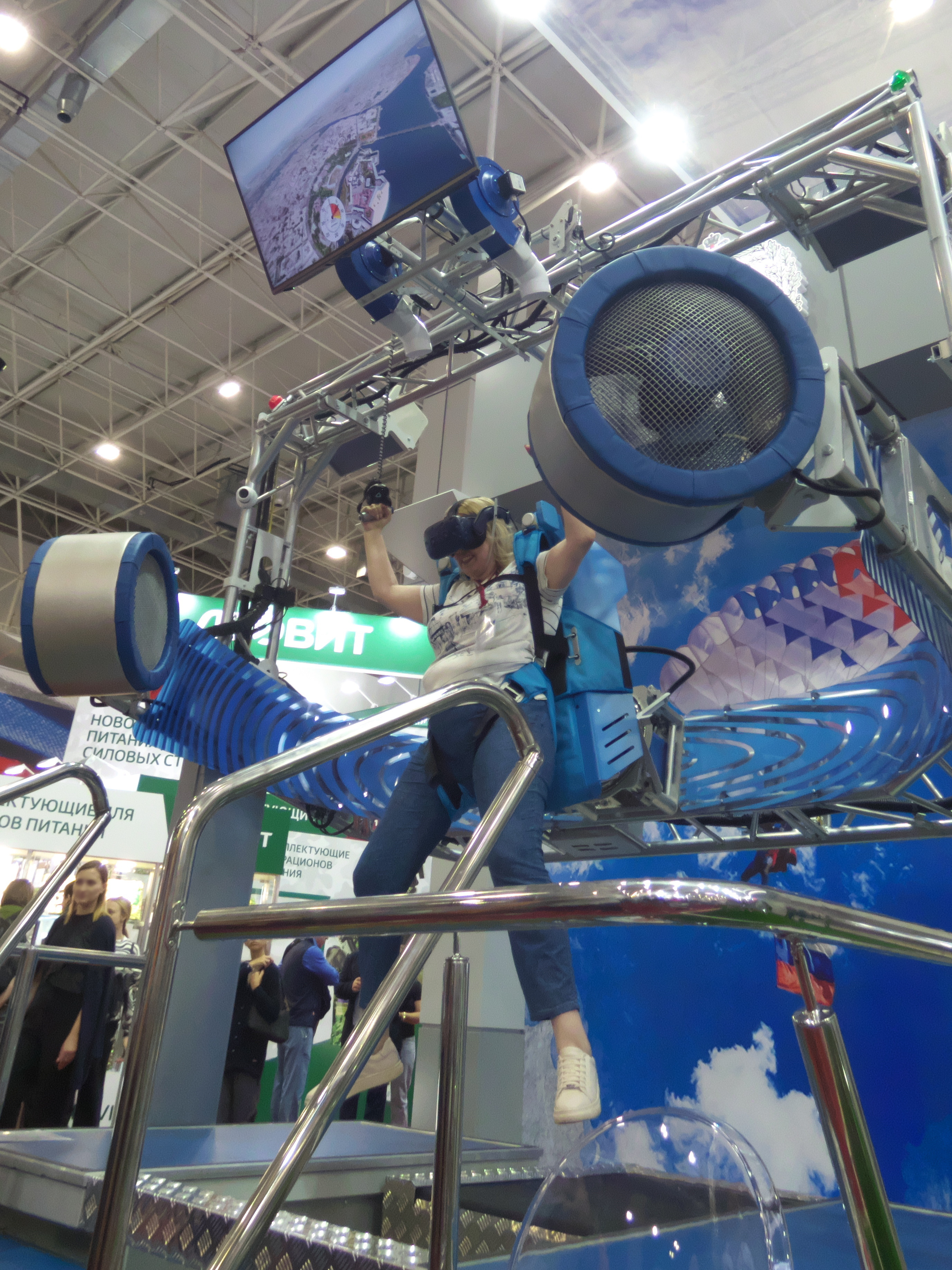
Simulator mit virtueller Realität

Fallschirmspringen ist in Deutschland nur mit einer gültigen Lizenz oder in der Ausbildung erlaubt. Voraussetzung für die Ausbildung sind eine Tauglichkeitsbescheinigung vom Hausarzt, der Nachweis eines Erste-Hilfe-Kurses und ein Mindestalter von 14 Jahren (eine Einverständniserklärung der Erziehungsberechtigten vorausgesetzt).
Während der Ausbildung springt der Fallschirmsprungschüler nur unter Aufsicht eines geprüften Fallschirmsprunglehrers. Das schließt unter anderem einen Ausrüstungscheck vor dem Besteigen des Flugzeuges ein. In Deutschland sind als Ausbildungsmethode die konventionelle Fallschirmausbildung und die AFF-Methode zugelassen. Während der Ausbildung führt der Schüler bei beiden Methoden Sprünge mit Fallschirmsprungaufträgen durch. Dies sind die Absprungart (Verlassen des Flugzeuges u. a. durch Hechtabsprung), Drehungen im Freifall und eine Ziellandung. Während der Ausbildung ist das Tragen eines Hartschalenhelms und ein automatisches Öffnungsgerät für den Fallschirm Pflicht.
Zum Erhalt der Lizenz muss ein Schüler in Deutschland eine theoretische Prüfung ablegen (Multiple Choice) und zwei Prüfungssprünge aus 1200 m und mindestens 3000 m absolvieren. Der Schüler muss bis dahin mindestens 23 Sprünge vorweisen können und mindestens 16 Jahre alt sein.
In Österreich müssen mindestens 28 Sprünge nachgewiesen werden, damit der Schüler einen Prüfungssprung und die schriftliche Prüfung ablegen kann. In anderen Ländern kann es daher je nach den dortigen Luftfahrtgesetzen weitere Abweichungen geben.
Die einmal erworbene Lizenz ist unbeschränkt gültig. Regelmäßige medizinische Kontrolluntersuchungen sind nicht vorgeschrieben. Es sind mindestens zwölf Sprünge in den letzten zwölf Monaten nachzuweisen. Sollte diese Sprungzahl nicht erreicht werden, kann die Lizenz durch Überprüfungssprünge jederzeit wieder reaktiviert werden. Somit kann eine Fallschirmsprunglizenz in Deutschland nicht verfallen.
Als Trockenübung wird das Bodyflying in einem Vertikalwindtunnel (Rundturm mit starkem, nach oben gerichtetem Luftstrom) durchgeführt.
Absetzer (für ein Luftfahrzeug) beim Fallschirmsprung ist ein (eingeteilter/befohlener) erfahrener Fallschirmspringer nach Ausbildung oder Einweisung. Er weist den Luftfahrzeugführer und damit das Luftfahrzeug in den Anflug und die Landezone ein, damit das Absetzen am richtigen Absetzpunkt beginnt und die Fallschirmspringer innerhalb der Landezone landen können. Vor dem Start ist er für die Sicherheitskontrolle aller Fallschirmspringer an Bord des Luftfahrzeugs verantwortlich (Kontrolle richtig angelegter Fallschirmsprungausrüstung). In militärischen Transportflugzeugen wird er je Sprungreihe von je einem weiteren erfahrenen Fallschirmspringer unterstützt. Kommandos, auch durch Handzeichen, im militärischen automatischen Fallschirmsprung durch den Absetzer sind *Aufstehen, *Einhaken, *Überprüfen, *fertig (Meldung), *Vorrücken (auf Absprungposition – erster Springer tritt in die Tür) – bei manuellem Fallschirmsprung nach dem Einweisen des Luftfahrzeugführers für den Flugweg über Grund durch Korrekturen wie links, rechts sowie geradeaus und Anzeigen des Abesetzpunktes – das Kommando „auf Sprungposition“; die Springer sind dann frei zum Sprung.

## Sicherheitsausrüstung

Anzeige auf dem Altimeter während des Sprungs (mit Erklärung)

### Öffnungsautomat
Der Öffnungsautomat misst die Höhe und Fallgeschwindigkeit des Springers und öffnet automatisch den Reservefallschirm, wenn unter einer definierten Höhe (meistens 225 m über Grund) eine definierte Sinkgeschwindigkeit überschritten wird. Frühe Öffnungsautomaten waren rein mechanische Bauteile, während heutzutage vorwiegend elektronische Varianten verwendet werden. Diese Geräte sind sehr zuverlässig und gehören mittlerweile zur Grundausstattung eines Fallschirmsystems. Teilweise sind sie auch für verschiedene Springergruppen und auf vielen Sprungplätzen vorgeschrieben.

### RSL
Die RSL (Reserve Static Line), auch Stevens Lanyard genannt, verbindet einen Haupttragegurt des Hauptschirms mit dem Öffnungskabel des Reservefallschirmcontainers. Beim Abtrennen des Hauptschirms zieht der wegfliegende Hauptschirm den Verschluss-Pin des Reservecontainers, wodurch der unter dem Druck einer eingebauten Feder stehende Reservehilfsschirm herausspringt und den Reservefallschirm öffnet. Die RSL verkürzt die Zeitspanne bis zur vollen Funktionsfähigkeit des Reserveschirms wesentlich.

### Höhenmesser

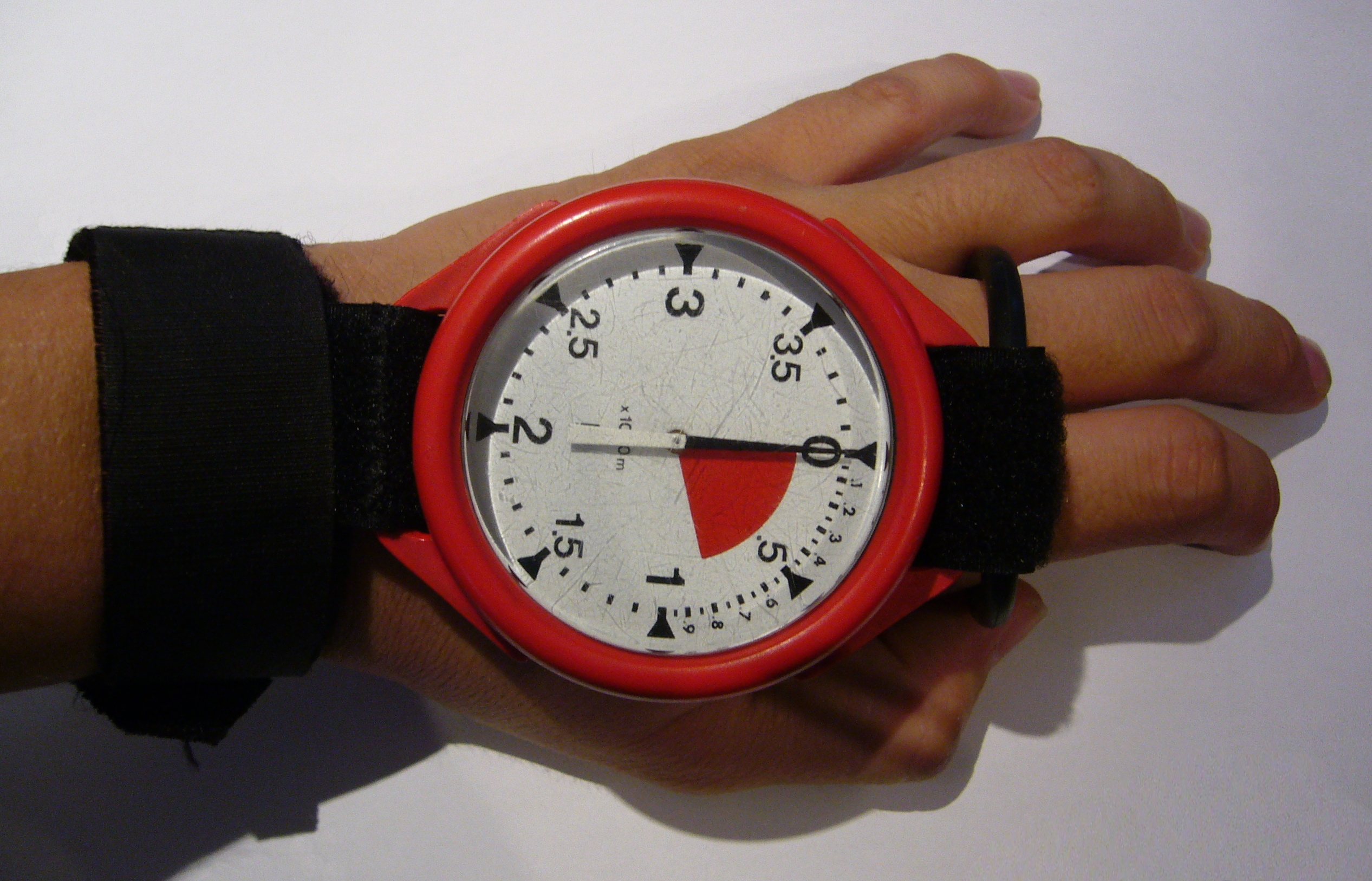
Ein Höhenmesser für Fallschirmspringer mit 4000-m-Skala am Handgelenk für den Freifall

Beim Fallschirmspringen wird mit einem Höhenmesser die Sprung- und Öffnungshöhe gemessen, am Handrücken für den Freifall und Relativ, an der Brust für Zielsprünge. Höhenmesser haben in der Regel eine Skala bis 4000 m (eine volle Umdrehung) oder 12.000 Fuß, seltener finden sich auch Skalen bis 6000 m. Das Kreissegment von 0 bis 800 m ist meistens rot, von 800 bis 1000 gelb markiert. Vor dem Start wird der Höhenmesser manuell auf Platzhöhe eingestellt. Bei einer Außenlandung oder einem Absprung über einem Fremdplatz wird der Höhenmesser auf diesen eingestellt. Die Höhe über NN kann den Flugkarten entnommen werden. Barometrische Abweichungen werden zumeist vernachlässigt.
Zur Sicherheitsausrüstung kann ein akustischer Höhenwarner (Dytter) gehören, der beim Durchfallen einer bestimmten Höhe ein akustisches Dauersignal auslöst. Dies ist aber kein Höhenmesser.
Für die spezielle Disziplin Freefly-Version wird der Höhenmesser auch seitlich am Brustgurt mit der Skala nach oben angebracht. Dies ermöglicht insbesondere im Freifall das uneingeschränkte Benutzen der Arme zum Steuern, ohne die Armhaltung durch den Blick auf einen am Handrücken angebrachten Höhenmesser verändern zu müssen. Für Wettbewerbe, die eine exakte Höhenmessung erfordern, wie beispielsweise beim Swoopen, kommen vermehrt elektronische Höhenmesser zum Einsatz, die das Einstellen von ein oder mehreren akustischen und optischen Alarmeinstellungen zulassen.
Bei Wasserlandungen entfallen der Höhenmesser und der akustische Höhenwarner, da eindringendes Wasser diese beschädigen würde. Die Höhe wird dann durch Zählen geschätzt, da bei einer bestimmten Freifallhaltung eine gegebene Geschwindigkeit angenommen werden kann.

### Schutzhelm
Fallschirmspringer, die sich beim Freifall nahekommen, können eine hohe Relativgeschwindigkeit zueinander haben. Das kann besonders bei Gruppensprüngen zu schweren Kopfverletzungen führen. Für Sprungschüler sind daher Hartschalenhelme vorgeschrieben. Lizenzierten Springern ist es freigestellt, einen Helm zu tragen. Der Kopfschutz dient auch dazu, den Kopf bei harten Landungen zu schützen. Lederkappen haben hier eine geringere Schutzwirkung als ein Hartschalenhelm. Zudem schützt der Helm bei Gefahrensituationen im Absetzflugzeug wie bei Turbulenzen oder einer Notlandung, falls die Springer in der Absetzmaschine nicht angegurtet sind.
Bei Freifallformationen („relative work“) werden oft Integralhelme mit Vollvisier getragen. Sie reduzieren das Windgeräusch im Freifall, haben ein weites Sichtfeld, sind meistens beschlagfrei und bieten Platz für optische und akustische Höhenwarner.

### Sonstiges
Als sonstige Sicherheits- und Schutzausrüstung dienen die Fallschirmsprungkombination und eine Fallschirmsprungbrille sowie ein Nierengurt zum Schutz der unteren Lendenwirbel und vor hohen Temperaturunterschieden. Knieschützer und Sprunggelenkbandagen dienen dem Schutz von Knie- und Sprunggelenken. Sicherheitsmittel für Absetzer sind ein Gurtschneider und ein Karabinerhaken zum Einhängen an der Aufziehleine. Beim CRW gehört eine Signalpfeife zur Ausrüstung, um sich bei den starken Windgeräuschen zu verständigen; diese kann auch allgemein zur Ausrüstung gehören, um unerfahrene oder unaufmerksame Sprungschüler und Springer bei der Fahrt am Schirm zu warnen.
Bei Wassersprüngen schützt je nach Wassertemperatur auch im Sommer ein ausreichend großer Neoprenanzug, der die uneingeschränkte Atmung erlaubt. Auf einigen für den Fallschirmsprung zugelassenen Landezonen mit Gewässern in ihrer Nähe ist eine Schwimmweste vorgeschrieben. Zur Bodenausrüstung kann zum Feststellen der Bodenwindgeschwindigkeit ein Hand-Anemometer und für die Bodenwindrichtung eine Windfahne gehören, sofern kein Windsack auf der Landezone vorhanden ist.
Für weitere Fallschirmsprungausrüstung siehe Military Freefall#Typische HALO/HAHO-Ausrüstung
Seit längerem gehört heute eine VHF-Funkausstattung zur Fallschirmsprungausrüstung für Sprungschüler mit der diese im Gleitflug am geöffneten Schirm von einem Assistenz-Fallschirmsprunglehrer in den Landeanflug eingewiesen werden.
Zur Sicherungsausrüstung von Absetzern und Fallschirmspringern können ein Sicherheitsmesser und beim Absetzen von Sprungschülern ein Karabinerhaken gehören.

## Risiken
Abgesehen von möglichen Problemen mit dem Absetzflugzeug und im freien Fall, ergeben sich die meisten Risiken bei der Schirmöffnung und bei der Landung. Fallschirmspringen gilt nach der Statistik als sehr sichere Sportart. Absetzflugzeuge sind grundsätzlich so umgebaut, dass ein Verhängen mit dem Gurtzeug beim Absprung vermieden wird. Dazu ist der Laderaum meist mit Aluminiumblech glatt ausgeschlagen, Gurte und Halterungen und häufig das zweite Steuerhorn ausgebaut sowie eine spezielle Schwungtür oder eine Rollabdeckung eingebaut. Trotzdem kann es insbesondere bei einem Luftfahrzeug, das nicht nur zum Absetzen genutzt wird, zum Verhängen mit dem Gurtzeug an vorstehenden (Tür-)Halterungen kommen.
Der Deutsche Fallschirmsport Verband registrierte im Jahr 2021 rund 230.000 Sprünge. Dabei verunglückten vier Fallschirmspringer tödlich, 38 schwere Unfälle ereigneten sich, und in 204 Fällen mussten Springer den Reserveschirm betätigen.
Zusätzlich zu Störungen des Fallschirms können solche mit dem Absetzflugzeug eintreten – so der Hubschrauberabsturz in Mannheim 1982. Absetzpiloten müssen daher speziell von erfahrenen Absetzpiloten geschult werden, das Einweisen in den Anflug in den Absetzpunkt übernimmt ein Absetzer.

### Fehlöffnungen
Fehlöffnungen können unter bestimmten Umständen beseitigt werden. Andernfalls sind Notfallmaßnahmen einzuleiten (Abtrennen des Hauptschirms und Öffnen des Reserveschirms). Die häufigsten Ursachen für Fehlöffnungen sind Packfehler und Fehlverhalten während des Öffnungsvorgangs, selten Materialfehler.
- Vollständiges Blockieren der Schirmöffnung

Nach dem Betätigen der Öffnungsvorrichtung öffnet die äußere Verpackung nicht. Dies kann vorkommen, wenn der Hilfsschirm/Handdeploy Öffnungsgriff ins Lee gerät (Windschatten am Rücken), die Hilfsleine nicht sauber verlegt wurde oder der Haltestift der Öffnungsklappen verkehrt gesteckt ist. Ein oder mehrere Schläge mit dem Ellbogen gegen den Fallschirm-Container können die Blockierung möglicherweise lösen.
- Verhängtes Handdeploy

Durch unstabile Absprunghaltung oder Absprung aus einem Hubschrauber vorwärts entgegen der Flugrichtung (der Springer taucht steil nach unten) und sofortiger Öffnung kann sich durch den Downwash die Handdeployleine um den Unterarm legen und zu einem Öffnungsversagen führen. Die Störung kann bei ausreichender Höhe manuell beseitigt werden. Vermeidung durch Absprunghaltung rückwärts gegen die Flugrichtung oder Drehen beim Absprung in die Flugrichtung bei niedriger Absetzhöhe und sofortiger Öffnung.
- Baglock

Der Hauptschirm wurde zwar durch das Handdeploy herausgezogen und die Leinen sind gestreckt, aber der Schirm öffnet sich durch zu große Fangleinenaugen in den letzten Packgummis nicht, da er noch in der inneren Verpackung (POD – Parachute Opening Device) feststeckt. Dies ist unter Umständen durch ruckartiges Ziehen an den Tragegurten behebbar. Da diese Fehlöffnung zu keiner relevanten Verminderung der Fallgeschwindigkeit führt, ist nur bei ausreichender Höhe die Störung zu beseitigen und es ist die Notprozedur mit Kappentrennung und Reserveschirmöffnung einzuleiten. Die Ursachen sind zu starke Packgummis, zu kleiner POD für zu große Kappe, meist durch nachträgliche Nach- oder Umrüstung. Die Verwendung eines Kurzpackschlauchs verhindert dies bei großen Kappen.
- Fahne/Fackel (insbesondere früher bei Rundkappen)

Der Hauptschirm öffnet sich nicht, nur teilweise, ist gerissen oder Fangleinen verhindern eine Entfaltung der Fallschirmkappe nach falschem Packen. Ein Abtrennen der Hauptkappe mit Öffnen des Reserveschirms ist notwendig.
- Hufeisen (insbesondere früher bei Rundkappen)

Der Hauptschirm verhängt sich noch vor Betätigen des Öffnungssystems oder während dessen mit dem oberen Ende mit dem Hilfsschirm am Springer. Der Schirm kann sich nicht aus der inneren Verpackung entfalten. Vor dem Öffnen der Reserve sollte versucht werden, den Schirm nachträglich zu öffnen. Ursache ist meist eine unstabile Absprunghaltung, früher auch beschädigte oder ungenügend gepackte äußere Verpackung.
- Leinenüberwurf bei Rundkappen

Eine oder mehrere Leinen haben sich im Öffnungsvorgang über den Schirm gelegt und blockieren dessen symmetrische Entfaltung und bei Gleitfallschirmen deren Steuer- und Bremsfähigkeit. Während in manchen Fällen ein Durchschneiden der betroffenen Leine(n) Abhilfe schaffen kann, ist meistens ein Abtrennen des Schirms und das Öffnen der Reserve empfehlenswert. Ursache: unstabile Absprunghaltung (bei Automatensprüngen) oder Packfehler.
- Leinenriss (insbesondere früher)

Durch Reißen einer oder mehrerer Leinen sind die Symmetrie und die Flugfähigkeit des Schirms beeinträchtigt. Bei maximal zwei gerissenen Leinen kann der Hauptschirm aber meist noch sicher gelandet werden. Ursache ist eine Materialermüdung oder harte Öffnung.
- Biplane

Zusätzlich zum Hauptschirm hat sich auch der Reserveschirm geöffnet (z. B. durch eine automatische Reserveaktivierung bei zu tiefer Schirmöffnung). Stehen beide Schirme voreinander, kann diese Fehlöffnung durch vorsichtiges Steuern mit dem vorderen Schirm sicher geflogen und gelandet werden. Stehen die beiden Schirme nebeneinander („side by side“) oder klappt ein Schirm unter den Springer („down plane“, was zu einem senkrechten Sinken mit schneller Drehung und ohne Bremsmöglichkeit führt), muss der Hauptschirm abgetrennt werden.
- Leinenverdrehung

Die Fangleinen sind bei geöffnetem Schirm verdreht. Ursache können ein Packfehler, eine unstabile Öffnungshaltung oder Drehung während der Öffnung sein. Bei ausreichender Höhe kann dies durch Rotation des Springers gegen die Eindrehrichtung ausgedreht werden. Bei kleineren Schirmen und damit höherer Flächenbelastung, kann eine Fangleinenverdrehung zu einer schnellen Rotation der Hauptkappe und einem starken Sinken führen. Die bei der Rotation entstehenden starken Kräfte können ein Ausdrehen der Kappe unmöglich und damit die Notprozedur erforderlich machen.
- Festhängender Slider

Der Slider bleibt im oberen Leinenbereich hängen, wodurch sich der Schirm nicht voll entfalten kann. Durch Ziehen an den hinteren Trageleinen oder Pumpen mit den Steuerleinen kann der Slider in der Regel gelöst werden.
- Hauptkappenriss

Riss einer oder mehrere Kammern des Gleitfallschirms mit dadurch verursachter unvollständiger Trageigenschaft und schneller einseitiger Drehung. Sofortige Kappentrennung und Ziehen des Reserveschirms. Ursache ist meist mürber Stoff an Knickstellen durch lange Lagerung bei älteren Kappen.

### Störungen bei der Landung
- Ineinanderfahren zweier Springer mit Strömungsabriss beider Kappen

Ursache ist mangelnde Umschau im Luftraum (Sprungschüler) und mangelnde Funkführung durch Fallschirmsprunglehrer.
- Hindernislandung

Kollision mit Hindernissen (z. B. Bäume, Hausdächer, Masten usw.) im Landevorgang durch widrige Wetterbedingungen (z. B. Windböen), kommt eher durch Steuerfehler vor.
- Bremsfehler

Wird der Schirm im Landeanflug zunächst zu hoch abgebremst, kippt er beim Lösen der Bremse leicht nach vorne und nimmt erneut Geschwindigkeit auf (Pendeleffekt). Dabei kommt es zu einer Erhöhung der Sinkgeschwindigkeit, die bei zu geringem Abstand zum Boden nicht mehr korrigiert werden kann. Beim verschätzten Abfangen (flare) bei der Landebremsung dürfen die Bremsen bis Bodenkontakt nicht mehr gelöst werden (sog. durchbremsen bzw. durchflaren). Entsprechend auf härtere Landung einstellen (Landefall, das Auftreffen mit der rechten oder linken Körperseite).
- Drehungen in Bodennähe

Bei Drehungen in Bodennähe (z. B. beim Swooping) kann es zu Fehleinschätzungen der Höhe kommen, wodurch die Abwärtsspirale der Drehung vor dem Bodenkontakt nicht mehr rechtzeitig beendet werden kann.
- Downwash/Lee

Abwinde oder Böen in Bodennähe können den Landeanflug in nicht mehr korrigierbarem Ausmaß beeinflussen.
Die im Windschatten (Lee) von Bodenhindernissen wie Gebäuden, hohem Wald oder im Gebirge mit Gebirgsflanken auftretenden Wirbel können zu einer unerwünscht hohen Sinkrate bei der Landung führen: „Im Lee tut’s weh“. Abhilfe: Vermeiden, oder Landefall
- Mit-Wind-Landung

„Schaust Du dem Windsack in das Maul, dann ist was faul“, Ursache: Wind beim Briefing falsch herum angesetzt, damit falsche Landerichtung, nicht beachteter Windsack im Landeanflug. Abhilfe: Landefall
Luftloch durch eine extrem starke, thermische Fallböe, die die Kappe zum Zusammenfallen bringt und zu extrem starkem Sinken führt – in Deutschland selten, kommen diese tagsüber insbesondere in Wüsten häufiger vor, in denen sich der Untergrund stark aufheizt; bei Nacht wesentlich kältere Lufttemperatur am Boden mit starker Wärmeabgabe und Aufwinden – ebenso Fallbö bei starkem Gewitter als Downburst – Scherwind / Windscherung

## Sprungablauf
1. Gurtzeug inkl. Ausrüstung anlegen und prüfen durch Absetzer
2. Flugzeug in umgekehrter Sprungreihenfolge besteigen (Wingsuits, Tandem, AFF, Solo höher öffnend, Freeflyer, RW – bei Anflug gegen den Wind)
3. Aufstieg auf Sprunghöhe und letzter Check
4. Türöffnung, Einweisung des Piloten in den Absetzpunkt, Absetzen durch Absetzer Fallschirmsprung und Ausstieg (mind. fünf Sekunden Abstand)
5. bei Erreichen der Öffnungshöhe (1000 bis 1200 m bei HALO): stabile Position, Ausgleichsbewegung und Handdeploy ziehen
6. Nach Öffnung in drei Sekunden Kappencheck
  1. Kappensymmetrie – sieht der Schirm gleichmäßig aus?
  2. Alle Kammern mit Luft gefüllt?
  3. Leinen frei und Slider unten?
  4. Keine Beschädigungen?
7. Ab 300 m Landung entgegen dem Wind vor dem Landepunkt über dem Zielkreis einleiten – je nach Windstärke mit 1/4 bis 1/2 Bremse
8. Die Landung erfolgt gegen den Wind. Ab zehn Metern über Grund mit halber, ab drei bis fünf Metern mit voller Bremse.

## Disziplinen (Sport)

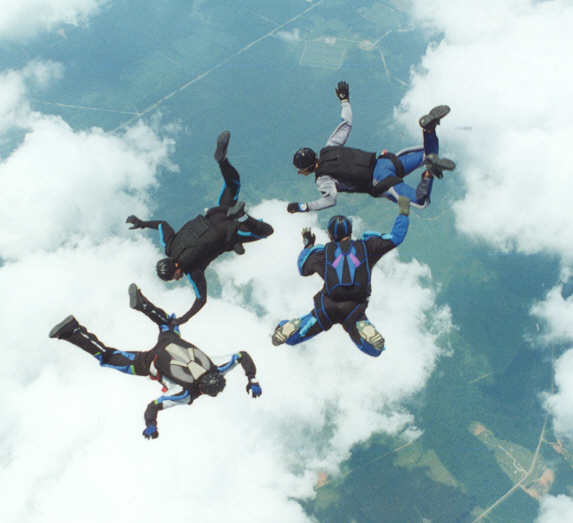
Formationssprung (Vierer-Formation)

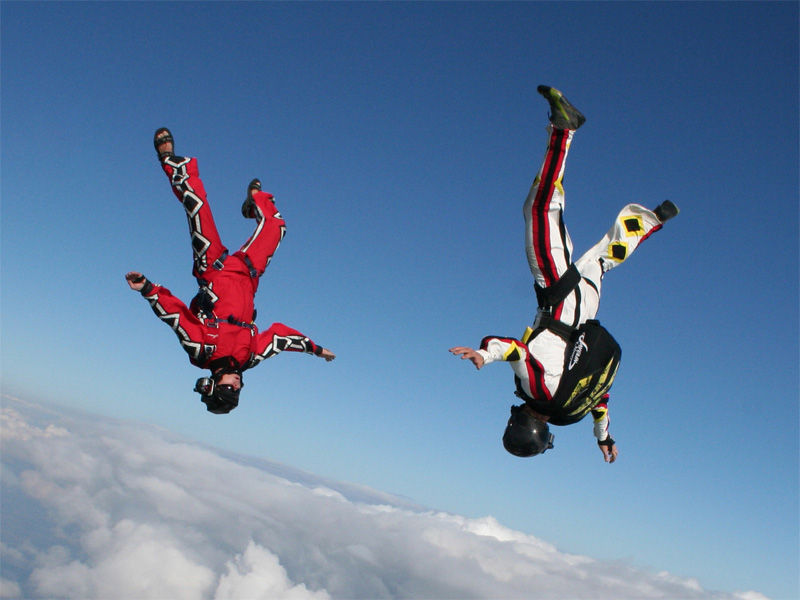
Freeflyer in der Headdown-Position

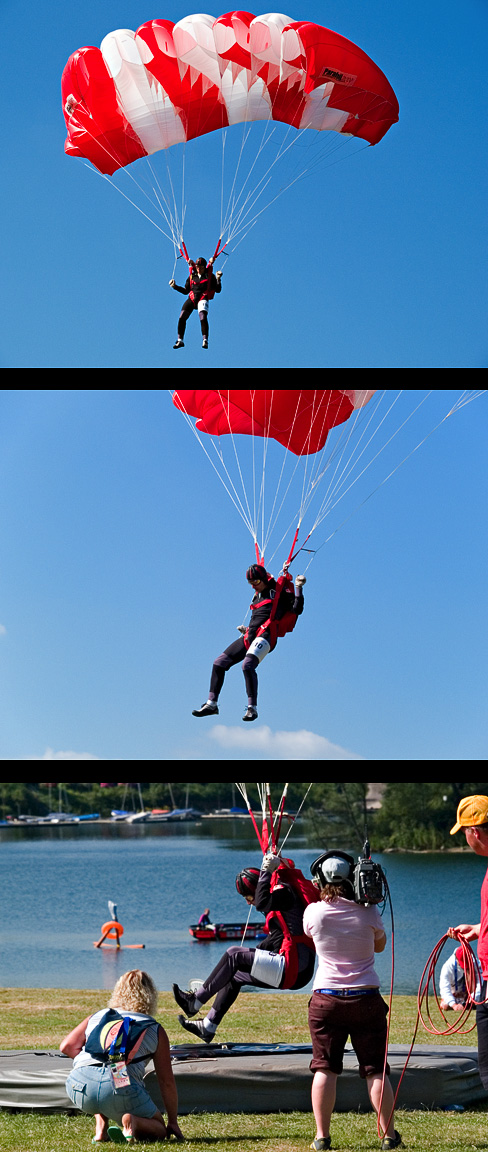
Zielspringen (sequence) World Games 2005, Duisburg

Das Fallschirmspringen als Sport untergliedert sich in verschiedene Disziplinen. Folgende Wettkampfdisziplinen wurden 2020 gelistet:
- FS – Formationsspringen: Formationsspringen ist die am weitesten verbreitete Disziplin im Fallschirmsport. Es geht darum, im Freifall verschiedene Formationen schnell und präzise vorzuführen (auf dem Bauch).
- VFS – Vertical Formation Skydiving: wie der Name schon sagt: diese Disziplin wird ähnlich wie FS betrieben – nur auf dem Kopf oder auf den Füßen stehend (und damit in wesentlich höherer Freifallgeschwindigkeit). Insgesamt handelt es sich dabei um eine Mischung aus Freefly (AE) und Formationsspringen (FS).
- CF – Kappen-Formationsspringen: Der Wettkampf findet am Fallschirm statt: Am offenen Schirm werden gemeinsam Figuren geflogen.
- AE – Artistik (Freefly/Freestyle): Freefly wird in allen Lagen geflogen (Head-Up, Head-Down usw.) Beim Wettbewerb gibt es zwei Performer und einen Cameraflyer, beim Freestyle einen Performer und einen Cameraflyer und ggf. eine „tänzerische“ oder akrobatische Choreographie.
- CP – Kappenfliegen: Canopy Piloting ist die am besten für Zuschauer zugängliche Disziplin im Fallschirmsport. Die Akteure durchfliegen am Fallschirm einen Parcours am Boden, bei der am Schirm kurz vor der Landung hohe Geschwindigkeiten knapp über dem Boden (meistens über einem Wassergraben) geflogen werden. Entscheidend ist es, das Steigen des Schirmes, das sich durch den erhöhten Auftrieb beim Bremsen entwickelt, so lange wie möglich in waagrechte Vorwärtsfahrt umzusetzen. Diese Disziplin beinhaltet ein hohes Risiko, da auf Bodenhöhe mit maximaler Vorwärtsfahrt geflogen wird und zuvor, um diesen Effekt zu erzielen, eine sehr hohe Anfangsgeschwindigkeit aufgebaut wird, beispielsweise durch eine (bis zu) 180°-Drehung in rund 200 m Höhe.
- WS – Wingsuitfliegen: Wingsuit-Flieger tragen einen spezieller Anzug mit Stoff-Flächen zwischen den Beinen sowie den Armen und dem Oberkörper, die sich im Freifall mit Luft füllen und so zu richtigen Tragflächen werden. Das bedeutet: (vor der Fallschirmöffnung) Fliegen mit einem Flügelanzug aus Stoff, der die Arme und Beine mit Flügeln verbindet – ähnlich einem Gleithörnchen.
- SP – Speed-Skydiving: Das Ziel ist hier, auf einer 1000 Meter langen festgelegten Messstrecke – von 2700 m bis 1700 m über Grund – eine höchstmögliche Freifallgeschwindigkeit zu erreichen. Danach wird vor der Schirmöffnung mehrere Sekunden lang ein „Bremsprogramm“ geflogen, damit die Kappe beim Öffnungsvorgang nicht beschädigt wird.
- PS – Paraski: Paraski ist die Kombination aus Zielspringen und Riesentorlauf beim  Skifahren.
- S/A – Ziel- und Stilspringen: Das sind die „Klassiker“ unter den Fallschirmdisziplinen: Beim Zielspringen wird mit einem besonders fein steuerbaren Fallschirm ein Zielpunkt von nur 2 cm Durchmesser angeflogen, beim Stilspringen wird in hoher Freifallgeschwindigkeit eine festgelegte Figurenkombination auf Zeit geflogen.

### „Klassische“ Disziplinen
- Zielspringen – Diese Disziplin zeigt klar den militärischen Ursprung – sowie die entsprechende Weiterentwicklung: der Springer versucht bei der Landung einen vorgegebenen Zielpunkt präzise zu treffen – mit einer elektronischen Zielscheibe wird die Abweichung vom Nullpunkt in Zentimetern gemessen. Früher hatte der Mittelpunkt der Zielscheibe einen Durchmesser von 10 cm (die „Null“) – heute von 2 cm![12][13]
  - Para-Ski – Eine Wintersportkombination aus Zielspringen in alpinem Gelände und Riesentorlauf, die ihren Ursprung in der Bergrettung hat.
  - Zielspringen im Gebirge – beim Anflug muss der Springer die Windverhältnisse im Gebirge, also Leewind und andere Windeinflüsse, wie sie aus dem Segelflug bekannt sind, kennen und beachten.
  - Wassersprünge zu Demonstrationszwecken meist bei öffentlichen Veranstaltungen wie Hamburger Hafengeburtstag, Stauseefest Ederstausee u. a. mit Ziellandung an einer Boje.[14]
- Stilspringen – auch Figurenspringen. Der Springer absolviert im freien Fall vorher festgelegte linke und rechte Drehungen (horizontal) und Salti vorwärts und rückwärts (vertikal) in möglichst sauberer Ausführung und Ausrichtung.[15] (Aus dieser Disziplin hat sich im weiteren Verlauf das breiter gefächerte Freestyle-Springen entwickelt – heute unter „artistische Disziplinen“ zusammen mit Freeefly eingeordnet.)
- Freifallformation/RW (Relative Work) – Der Springer fällt bäuchlings und bildet mit anderen Springern im freien Fall Figuren, die zwei bis mehrere Hundert Springer groß sein können. Die gängigsten Varianten bei Wettbewerben sind heute (2014) Vierer- und Achter-Formationen, die in einer vorgegebenen Zeit möglichst viele vorher festgelegte Figuren absolvieren müssen.

Begonnen hat das Relativ-Springen in den USA mit Jerry L. Bird (Jahrgang 1943) der mit Teams wie: Wings of Orange, Jerry Bird Allstars den Ten-Men-Speedstar entwickelte. Der 10-Men-Speedstar wurde 1973 beim World-Cup in Fort-Bragg NC/USA und 1974 bei World-Cup in Südafrika gesprungen und war Hauptwettbewerb bei der ersten Relativ-Weltmeisterschaft 1975 in Warendorf/Deutschland. Bei dieser WM in Warendorf stellte die deutsche Nationalmannschaft WALTERS VÖGEL einen deutschen Geschwindigkeitsrekord auf, der bis heute (2014) besteht.

### Disziplinen ohne Sportordnung und offizielle Wettkämpfe
- Hit ’n’ Rock – Eine Disziplin, die das traditionelle Zielspringen mit einem akrobatisch-komischen Element verbindet. Es geht darum, möglichst nah an einer Zielscheibe zu landen, sich der Fallschirmausrüstung zu entledigen und dann in einem 12 m (40 Fuß) von der Zielscheibe entfernten Schaukelstuhl Platz zu nehmen. Die Zeit wird von der ersten Bodenberührung bis zum Hinsetzen gemessen. Hit ’n’ Rock ist eine beliebte Disziplin bei POPS-Treffen (Parachutists Over Phorty Society)[16].
- Skysurfing – Entwickelt etwa ab Anfang der 1990er-Jahre, erfolgten Fallschirmsprünge mit einem an den Füßen befestigten „Surfbrett“. Nach etwa zehn Jahren begann der Niedergang dieser Disziplin, sie ist mittlerweile nur noch eine Randerscheinung.
- Proximity-Flying – Wingsuitfliegen wird auch in Verbindung mit BASE-Springen betrieben.[17]

Abgesehen von den Disziplinen „Zielspringen“, „Swooping“ und „Kappenformation“ liegt der Schwerpunkt beim Skydiving auf dem freien Fall, nicht auf der Fahrt am geöffneten Schirm.

### Varianten und andere Sprungverfahren (Sport und Militär)
- Base-Jumping bzw. BASE-Jumping – BASE steht für ‚Buildings, Antennas, Spans and Earth‘ und ist eine Bezeichnung für Sprünge von festem Untergrund wie von Brücken, Hochhäusern, Antennenmasten oder Felsen. Aufgrund des extremen Risikos sind BASE-Sprünge nur an wenigen Orten auf der Welt dauerhaft erlaubt, zusätzlich gibt es Einzelgenehmigungen für besondere Veranstaltungen.
- Stratosphärensprung – Der Absprung findet dabei außerhalb der je nach Breitengrad bis in etwa 8 bis 18 Kilometer Höhe reichenden Troposphäre statt. Da diese Höhe nur bedingt mit einem Flugzeug erreichbar ist, kommt stattdessen ein Heliumballon zum Einsatz. Ursprünglich dienten diese Sprünge der Forschung und Entwicklung in Luft- und Raumfahrt, heute eher massenmedialen Zwecken.
- HALO high altitude low opening – Ein aus dem Militär stammendes Verbringungsverfahren besonders mit Hochleistungs-Rundkappenfallschirmen, das vor dem HAHO benutzt wurde, bei dem aus großer Höhe (über 4000 m) mit Sauerstoffmaske gesprungen wurde. Der Fallschirm wird nach dem Freifall in geringer Höhe (weit unter 1000 m) über dem Landegebiet geöffnet. Zweck des HALO war es, die Absetzmaschine nicht zu gefährden und sie aus dem Feuerbereich der Flugabwehr zu halten sowie aus der Entfernung die Aufklärung der Fallschirmspringer im Sprung zu erschweren. Dieses Verfahren wurde durch das HAHO abgelöst.
- HAHO high altitude high opening – Ebenfalls ein aus dem Militär stammendes Verbringungsverfahren, bei dem aus großer Höhe (bis 10.000 m) mit Sauerstoffmaske gesprungen wird. Dieses Sprungverfahren ist auch als besondere Form des fun jumps im zivilen Fallschirmspringen bekannt, setzt aber besondere Genehmigungen für den kontrollierten Luftraum voraus und wird meist nur aus 4000 m Höhe ohne Sauerstoff durchgeführt. Der Fallschirm wird nach kurzem Freifall geöffnet, heute auch im HAAO für High Altitude – Automatic Opening für automatische Öffnung mit Aufziehleine in großer Höhe, um dann im Gleiteinsatz eine möglichst große Strecke mit Wind bis zu einem festgelegten Landegebiet zurückzulegen. Dieses ergänzt das HAHO, da es einen geringeren Ausbildungsstand benötigt und für die Auftragsausführung ausreichend ist.
- (Bergfliegen – nur noch historisch, heute eher bezeichnet als Gleitschirmfliegen) – Das Bergfliegen an einem Flächenfallschirm hat seine Anfänge schon in den 1970er-Jahren. Gestartet wird ohne Hilfsschirm und Slider an einem steilen Berghang. Der Schirm wird vorher am Hang ausgelegt und von hinten hochgezogen. Der wesentliche Unterschied zum Fallschirm„springen“ ist somit, dass ein Gleitschirm vor dem Start entfaltet und derart ausgelegt wird, dass er sich schon beim Start mit Luft füllen und somit den Piloten direkt tragen kann – ein Fallschirm dagegen entfaltet sich erst nach dem Absprung aus einem Luftfahrzeug. Aber: unter anderem entwickelten sich daraus mit veränderten Schirmtypen das Gleitschirmfliegen und das Speedflying.
- Bodyflying bzw. Indoor Skydiving – Ursprünglich zu Trainingszwecken für den Freifall, hat sich das Strömungsfliegen heute zu einer eigenen Sportart entwickelt. Im Vertikalwindtunnel können alle Körperpositionen geflogen und trainiert werden. Darüber hinaus entstanden neue Disziplinen: Solo-Freestyle und Dynamic. Die 1. Deutsche Indoor Skydiving Meisterschaft[18] fand 2018 statt – die dritte (2020) musste aufgrund der Corona-Pandemie kurzfristig abgesagt werden[19] – sie wurde 2022 nachgeholt[20].
- Außenlandung ist Zielspringen zu Showzwecken in eine nicht dauernd genehmigte Landezone wie Stadtfeste, Festveranstaltungen wie das Duhner Wattrennen u. a. Die Gefahr bei Außenlandungen besteht durch nicht bei einer vorherigen Besichtigung der Landezone erkannten Geländehindernissen und nicht erkennbare Windverhältnisse. So bilden Peitschenmasten von Ampeln beim Landeanflug auf Straßen ein besonderes Gefahrenhindernis im Anflug. Ebenso kann es durch mechanische Umlenkung von Wind durch Straßenzüge zu einer mit-Wind-Landung auf eine befestigte Straße kommen. Innerhalb von Stadien kommt es mit Überfliegen der Tribüne in den Stadioninnenbereich zu einem Windabriss, da dieser nicht in ein Stadion strömt.

## Rekorde

### Sprunghöhe, -geschwindigkeit und -dauer
- Höchster Absprung: Alan Eustace, 41.419 m (135.890 feet), 24. Oktober 2014, Roswell (USA)[21]
- Längster freier Fall (Dauer): Joseph Kittinger, 4:36 Minuten,[22] 16. August 1960, New Mexico (USA)
- Längster freier Fall (Strecke): Felix Baumgartner, 36.529 m,[23] 14. Oktober 2012, Roswell (USA)
- Höchste Geschwindigkeit: Felix Baumgartner, 1343 km/h (Mach 1,24),[23] 14. Oktober 2012, Roswell (USA). Er ist damit der erste Mensch, der – dank sehr dünner Luft in großer Höhe – im freien Fall die Schallmauer durchbrechen konnte.[24]

### Formationen
- Größte Freifallformation, international: 400 Springer,[25] gesprungen in Udon Thani, Thailand am 8. Februar 2006.
- Größte Freifallformation nur Frauen, international: 181 Springerinnen,[26] gesprungen in Perris, USA am 27. Oktober 2009.
- Größte Freifallformation nur deutsche Teilnehmer: 214 Springer,[27] gesprungen in Eloy, USA am 24. Oktober 2014.
- Größte Freifallformation nur Frauen, Deutschland: 84 Springerinnen,[28] gesprungen in Eisenach am 16. September 2011.
- Größte Formation am geöffneten Fallschirm, international: 100 Springer,[29] geflogen in Lake Wales, Florida, USA am 21. November 2007.

### Sprungzahl
- Gesamt: Don Kellner, über 42.000 Sprünge[30]
- Frauen: Cheryl Stearns, über 18.000 Sprünge[31]
- Innerhalb von 24 Stunden, Männer: Jay Stokes, 640 Sprünge, 8. September 2006[32]
- Innerhalb von 24 Stunden, Frauen: Cheryl Stearns, 352 Sprünge, 8.–9. November 1995

### Alter
- Ältester Fallschirmspringer: Der Australier Frank Moody sprang im Alter von 101 Jahren im Jahr 2004 einen Tandemsprung aus 3000 Metern Höhe.[33][34]

## Psychologische Betrachtungen
Der Reiz des Fallschirmspringens erwächst aus einem zwiespältigen Erleben: Einerseits ist Fallen grundsätzlich etwas Angstauslösendes, andererseits wird es von Fallschirmsportlern bewusst gesucht und als lustvoll und lohnend erlebt. Der Unterschied liegt in der Art und Weise des Fallens: Wer ungewollt, aus Ungeschicklichkeit oder Nachlässigkeit fällt, erlebt dies als negatives Ereignis. Wer aber das Fallen aktiv zu beherrschen, zu steuern und zu gestalten vermag, verbindet dies mit positiven Gefühlen. Der Fallschirmspringer strebt nach dem kontrollierten Fall, nicht nach dem Absturz. Dieses spannungsgeladene Erleben zeigt sich besonders intensiv in Extremformen des Sports wie dem Base-Jumping, dem Wasserfallspringen (Sprung im freien Fall über herabstürzende Wassermassen) oder dem Höhlenspringen (Sprung im freien Fall in eine oben offene Erdhöhle), aber auch in der Befindlichkeit von Sprungschülern.
Der Fallschirmspringer und Psychologe Gert Semler sieht den Reiz des Fallschirmspringens in der Überwindung der Angst und im Angst-Lust-Erlebnis, das die erfolgreiche Abwicklung des Sprungs begleitet. Der Wagnisforscher Siegbert A. Warwitz spricht von der „Kultivierung eines Traumas“. Bei seinen empirischen Recherchen über die ganze Bandbreite des Fallschirmsports kommt er auf neun verschiedene Erklärungsmodelle. Als wesentliche Motive nennt er:
- das Erleben von Hochgefühlen wie Glück, Stolz und Selbstbewusstsein beim Beherrschen des freien Falls,
- die Erfahrung von Freiheit und Souveränität über Körper und Raum,
- die Lust an der Gestaltung von Bewegung im freien Raum,
- die Sinnverwirklichung und Selbstfindung bei der Bewältigung einer schwierigen selbst gestellten Aufgabe, auch im Verbund mit Gleichgesinnten.

Obwohl es sich beim Fallschirmspringen um eine Bewegung in der Vertikalen, also um ein Fallen, handelt, wird sie von den Sportlern wegen der ungehemmten Bewegungsmöglichkeiten im Luftraum auch als Fliegen erlebt.
Das extreme Rekordstreben, wie bei dem vierfachen Weltrekordversuch von Felix Baumgartner, erklärt Warwitz aus einem Geflecht von Motiven, bei denen vor allem der Wunsch nach Einmaligkeit der Person, Herausragen aus der Masse der Menschen, das Streben nach Flowerleben auf höchstem Niveau und das Bewusstsein, eine außerordentliche Idee realisieren zu können, die äußerst starken Antriebskräfte entwickelt. Er sieht dahinter keine Todessehnsucht, sondern im Gegenteil eine Lebenssehnsucht, die in der Nähe des Todes als besonders intensiv erlebt wird. Das Bewusstsein, Geschichte zu schreiben, befähigt zu der mentalen Leistung, auch eine fünfjährige stark fordernde Vorbereitungszeit mit Frustrationsphasen durchzustehen.

## Mythen und Irrtümer
Falsche Ansichten über das Fallschirmspringen werden insbesondere durch Spielfilme und Medienberichte verbreitet, die die Sportart dramatischer oder „verrückter“ darstellen, als sie in Wirklichkeit ist. Dabei werden auch häufig physikalische Gegebenheiten außer Acht gelassen. Hier eine Richtigstellung der häufigsten Irrtümer:
- Ein Fallschirmspringer wird durch das Öffnen des Schirms nicht wieder nach oben gezogen. Filmaufnahmen, die solch einen Eindruck erwecken, entstehen dadurch, dass der gefilmte Springer durch die Schirmöffnung stark abgebremst wird, während der Kameramann mit gleichbleibender Geschwindigkeit weiter fällt. (Öffnet der Kameramann seinen Fallschirm zuerst, sieht es umgekehrt so aus, als ob der Fall des gefilmten Springers plötzlich stark beschleunigt wird.)
- Eine akustische Verständigung im freien Fall ist nur unter besonderen Umständen möglich. Bei einer Freifallgeschwindigkeit von etwa 200 km/h ist das Windgeräusch normalerweise so laut, dass alles andere übertönt wird. Für eine Verständigung müsste daher entweder ein Springer dem anderen aus nächster Nähe ins Ohr schreien oder beide müssten geschlossene Helme mit Funksprechverbindung benutzen.
- Nur wenige können bereits bei den ersten Fallschirmsprüngen ihres Lebens sofort eine stabile Freifallhaltung einnehmen, ohne auf fremde Hilfe (zum Beispiel mitspringende Ausbilder) angewiesen zu sein. Aber selbst für solche Ausnahmeathleten sind Freifallformationen, Freeflying usw. erst nach entsprechendem Training möglich.
- Bei einer üblichen Absprunghöhe von 4000 m über Grund dauert der freie Fall etwas mehr als 60 Sekunden. Filmszenen, bei denen die Freifalldauer mehrere Minuten beträgt, sind aus Aufnahmen mehrerer Sprünge zusammengeschnitten. Unter realen Bedingungen wäre ein mehrminütiger freier Fall nur aus einer so großen Absprunghöhe möglich, dass die Springer einen aufwändigen Kälteschutz und eine eigene Sauerstoffversorgung benötigen würden.
- Es ist zwar möglich, einer aus einem Flugzeug gefallenen Person innerhalb einiger Sekunden nachzuspringen und sie (bei ausreichender Höhe bzw. Zeit) im freien Fall einzuholen. Die anschließend während der Schirmöffnung auftretenden Kräfte und Belastungen wären jedoch für ein Festhalten mit reiner Muskelkraft zu groß. Falls im freien Fall keine mechanische Verbindung zum Schirmgurtzeug hergestellt werden kann, würde diese Person beim Öffnen des Schirms mit hoher Wahrscheinlichkeit losgerissen.
- Die häufigsten Ursachen für tödliche Verletzungen sind Unfälle nach der Schirmöffnung, wie etwa Kollisionen, Drehungen am Schirm zu dicht über dem Boden und Lenk- bzw. Bremsfehler bei der Landung.

## Deutschland

### Zahlen
| Deutschland             | 1995 bis 2009   | 1995 bis 2009   | 2008    | 2009    | 2010    | 2015    | 2016    | 2017    | 2018    | 2019    | 2020    |
| Deutschland             | Jahres- minimum | Jahres- maximum | 2008    | 2009    | 2010    | 2015    | 2016    | 2017    | 2018    | 2019    | 2020    |
| ----------------------- | --------------- | --------------- | ------- | ------- | ------- | ------- | ------- | ------- | ------- | ------- | ------- |
| Fallschirmsprünge       | 226.000         | 311.245         | 289.000 | 304.700 | 311.245 | 374.620 | 385.625 | 393.200 | 379.595 | 365.373 | 240.923 |
| Tandemsprünge           | 16.000          | 41.980          | 31.500  | 38.250  | 41.980  | 71.700  | 72.565  | 65.600  | 65.008  | 47.999  | 35.469  |
| Reserveaktivierungen    | 245             | 310             | 260     | 298     | 287     | 365     | 354     | 358     | 322     | 305     | 200     |
| meldepflichtige Unfälle | 47              | 112             | 77      | 85      | 74      | 102     | 96      | 83      | 99      | 105     | 52      |
| schwere Unfälle         | 2               | 5               | 4       | 2       | 5       | 0       | 3       | 94      | 83      | 101     | 51      |
| tödliche Unfälle        | 2               | 10              | 10      | 4       | 4       | 3       | 2       | 2       | 4       | 4       | 1       |
| Sprung-Lizenzen         |                 |                 | 14.051  | 14.580  |         | 19.079  | 19.811  | 20.498  | 21.223  | 21.833  | 22.883  |
| neue Sprung-Lizenzen    |                 |                 | 460     | 462     |         | 828     | 827     | 685     | 725     | 609     | 663     |
| gültige Lehrer-Lizenzen |                 |                 | 849     | 838     |         | 994     | 1033    | 1073    | 1104    | 1091    | 938     |
| AFF-Lehrer-Lizenzen     |                 |                 | 219     | 225     |         | 360     | 378     | 385     | 402     | 410     | 342     |
| Tandem-Lizenzen         |                 |                 | 531     | 544     |         | 664     | 697     | 697     | 716     | 715     | 637     |

In den Jahren 1995 bis 2009 wurden jährlich zwischen 226.000 und 311.000 Fallschirmsprünge in Deutschland absolviert. Zwischen 16.000 und 31.500 Tandemsprünge werden jährlich durchgeführt. Der Reserveschirm wurde jedes Jahr in 245 bis 310 Fällen aktiviert. Beim Fallschirmspringen ereigneten sich jedes Jahr zwischen 47 und 112 meldepflichtige Unfälle, wovon in jedem Jahr zwischen zwei und zehn tödlich ausgingen. Im Jahr 2008 gab es in Deutschland 849 gültige Fallschirmsprung-Lehrer-Lizenzen, 531 Tandemsprung-Lizenzen und 219 AFF-Lehr-Lizenzen. Springerlizenzen wurden in Deutschland bis Ende 2009 insgesamt 14.580 ausgestellt, davon sind 9056 unbefristet. Es wurden im Jahr 2008 460 Lizenzen, im Jahr 2009 462 Lizenzen erstmals erworben.
Der Deutsche Fallschirmsportverband berichtet in seinen Kurzberichten für das Jahr 2008 von zehn tödlichen und vier schweren Unfällen, für das Jahr 2009 von vier tödlichen und zwei schweren, für das Jahr 2010 von vier tödlichen und fünf schweren Unfällen.

### Sprungplätze in Deutschland
Auf einer Deutschlandkarte sind beim Deutschen Fallschirmsportverband alle Sprungplätze in Deutschland verzeichnet.

### Rechtliches
Nach dem Luftverkehrsgesetz sind Fallschirme nicht-verkehrszulassungspflichtige Luftfahrzeuge. Fallschirme sind Luftsportgeräte. Für die Ausübung des Fallschirmsports ist ein Luftfahrerschein erforderlich. Voraussetzungen der Erlaubnis für Fallschirmspringer ergeben sich aus der Verordnung über Luftfahrtpersonal (LuftPersV). Die Lizenzen vergibt der Deutsche Fallschirmsportverband, der hierzu vom Bundesverkehrsminister beauftragt ist. Das Mindestalter für den Beginn der Ausbildung zum Erlangen der Erlaubnis für Fallschirmspringer beträgt 14 Jahre, für die Lizenzerteilung beträgt das Mindestalter 16 Jahre. Eine Lizenz für Fallschirmspringer wird seit 2004 unbefristet erteilt.
Für Fallsprünge innerhalb des kontrollierten Luftraums ist eine Flugverkehrskontrollfreigabe der zuständigen Flugverkehrskontrollstelle vom Führer des Absetzfahrzeugs einzuholen (Luftverkehrs-Ordnung § 16a Absatz 1 und 2, jeweils Satz 1, Punkt 1). Beim Absetzen von Fallschirmspringern meldet der Pilot den einzelnen Slot beim Tower an. Die Absetzfreigabe wird mit der Sprechgruppe Dropping Approved („Absetzen genehmigt“) erteilt. Der Pilot meldet das Absetzen des letzten Fallschirmspringers mit Last Jumper Out („letzter Springer abgesetzt“). Vom Erteilen der Erlaubnis bis drei Minuten, nachdem der letzte Springer das Flugzeug verlassen hat, sind vom kontrollierten Flugverkehr Sicherheitsabstände zur Sprungzone einzuhalten, der unkontrollierte Flugverkehr erhält Navigationswarnungen (NOTAM).
Für einen Fallschirmsprung außerhalb eines genehmigten Flugplatzes ist neben der Flugverkehrskontrollfreigabe eine Außenlandeerlaubnis des beauftragten Verbandes erforderlich. Ungenehmigte Außenlandungen sind Straftaten.
Der Fallschirmspringer hat den Nachweis einer Halter-Haftpflicht (Haftpflichtsumme 1,5 Mio. Euro), eine gültige Lizenz als Fallschirmspringer, einen Lufttüchtigkeitsnachweis, einen Reserve-Packnachweis und sein Sprungbuch mitzuführen. In das Sprungbuch sind alle Sprünge mit Datum, Sprungort, Sprunghöhe, Sprungart und Kennzeichen des absetzenden Flugzeuges einzutragen. Im Fallschirmsport gilt rechts vor links, auf Konfrontationskurs weichen beide Fallschirmspringer nach rechts aus, der untere Fallschirmspringer hat im Landeanflug Vorrecht vor dem oberen.
Wenn bei einem Fallsprung eine Person schwer verletzt wurde, schwerer Sachschaden am Luftfahrzeug oder ein Drittschaden von mehr als 500 Euro entstand, ist dies vom Halter dem Deutschen Fallschirmsportverband zu melden. Im Jahr 2018 war dies bei lediglich 0,028 % der absolvierten Sprünge der Fall.
Für Fallschirmsprung-Schüler darf die Windgeschwindigkeit 8 m/s nicht übersteigen.

## Unfallstatistik USA / D
- Die United States Parachute Association berichtet für 1983 bis 1993 jährlich durchschnittlich 29 tödliche Unfälle, für 1994 30, für 1995 27, 1997 31, 1998 47, 1999 25, 2000 32, 2001 35.[50] 2010 gab es 21 tödliche Unfälle (USPA, bei rund 3 Mio. Sprüngen).
- Der Deutsche Fallschirmsportverband (DFV)[51] hat ebenfalls eine aktuelle Unfallstatistik[52] veröffentlicht, die zu ähnlichen Ergebnissen kommt.

## Absetzflugzeuge
Für den Transport werden meist Kleinflugzeuge als Hochdecker benutzt, da diese einen gefahrlosen Sprung aus der Tür ermöglichen. Absetzflugzeuge verfügen meist über einen zusätzlichen Höhenmesser in Metern, um dem Piloten die Absprache mit den Fallschirmspringern zu erleichtern. Eingesetzt werden
- Cessna 182 und 206, auch Soloy (PPL-fähig),
- Pilatus Turbo Porter,
- Antonow An-2,
- Twin Otter,
- Dornier Do 28,
- PZL-104 Wilga.

Insbesondere in der Anfangszeit des sportlichen Fallschirmspringens in Deutschland kam die Dornier Do 27 häufig zum Einsatz, da sie gute Langsamflugeigenschaften hat, was beim Absetzen der Springer von Vorteil ist.
Auf kommerziellen Sprungplätzen mit hoher Sprunganzahl werden auch größere Maschinen eingesetzt, wie
- Cessna 208 Caravan und Cessna 208B Grand Caravan,
- Short Skyvan,
- PAC 750XL,
- Britten-Norman BN-2 Islander.
- SF-600 CANGURO

Selten stehen aufgrund der hohen Kosten Hubschrauber oder eines der wenigen flugfähigen Exemplare von Luftfahrzeugen, wie die Douglas DC-3, die Junkers Ju 52/3m oder ein Heißluftballon, zur Verfügung. Wegen der mangelnden Zuladung kommen Ultraleichtflugzeuge nur selten zum Einsatz. Diese Luftfahrzeuge gelten als besondere Absetzluftfahrzeuge, die wegen ihres speziellen Charakters begehrt sind.
Militärische Transportflugzeuge stehen nur selten – meist bei Großevents – als Absetzflugzeuge zur Verfügung
- De Havilland Twin Otter und Short Skyvan,
- CASA C-212
- Lockheed C-130
- Transall C-160 oder Airbus A400M

Die Lockheed C-141 StarLifter war und die Boeing C-17 Globemaster III ist eines der wenigen Transportflugzeuge mit Düsenantrieb, aus denen Fallschirmspringer abgesetzt werden können.

## Philatelistisches
Mit dem Erstausgabetag 5. Mai 2022 gab die Deutsche Post AG
ein Sonderpostwertzeichen im Nennwert von 85 Eurocent mit einem Zuschlag von 40 Eurocent in der Serie Für den Sport mit dem Motiv des Fallschirmspringens heraus. Der Entwurf stammt vom Grafiker Armin Lindauer aus Mannheim.